# Enveitg
Enveitg (tiếng Catalunya: Enveig) là một xã thuộc tỉnh Pyrénées-Orientales trong vùng Occitanie phía nam Pháp. Xã này nằm ở khu vực có độ cao trung bình 1231 mét trên mực nước biển.
It is close to Latour-de-Carol (tiếng Catalunya: La Tor de Querol) train station.